# Fresco (aardappel)

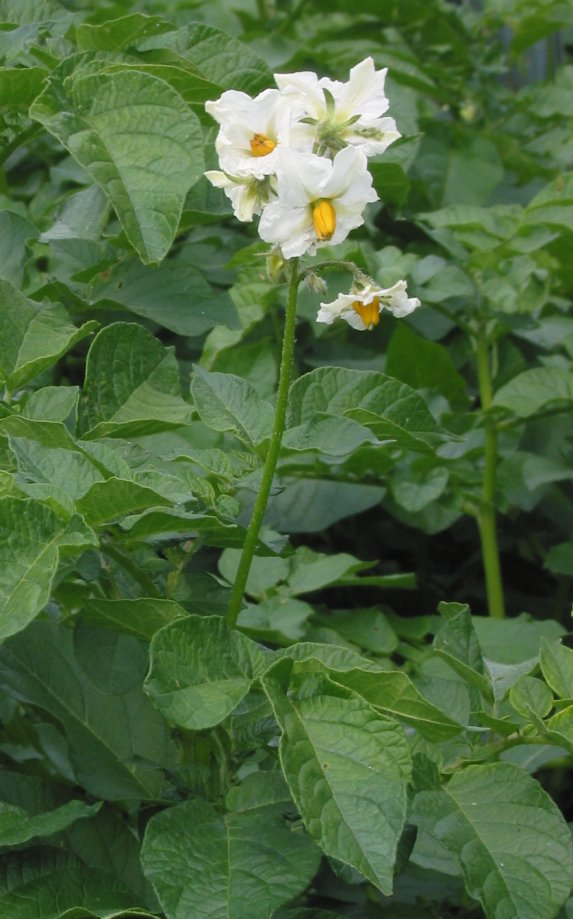
Bloeiende Fresco

Fresco is een aardappelras, in 1971 ontstaan uit de kruising: Cebeco 6015-28 × Provita en heeft in 1982 kwekersrecht gekregen. In 1985 is het ras in de handel gebracht. De kruising is gemaakt door Cebeco-Handelsraad.
Fresco is een vroege consumptieaardappelras, is zeer vroeg rooibaar en heeft lichtgeelvlezige, rondovale, vlakogige knollen met een gele schilkleur. De consumptiekwaliteit is bij vroeg rooien vrij goed.
Het loof heeft wat slappe stengels.
De gekookte aardappel is op klei geteeld iets melig en op zand geteeld vrij vast.

## Ziekten
Het blad van Fresco is middelmatig vatbaar voor de aardappelziekte, maar de knol weinig. Verder is het ras middelmatig vatbaar voor de virusziekte bladrol, vrij weinig voor kringerigheid, weinig voor stengelbont, weinig voor het A-virus en zeer weinig vatbaar voor YN-virus. Fresco is onvatbaar voor wratziekte (Synchytrium endobioticum) en resistent tegen biotype A (=Ro1) van aardappelmoeheid.

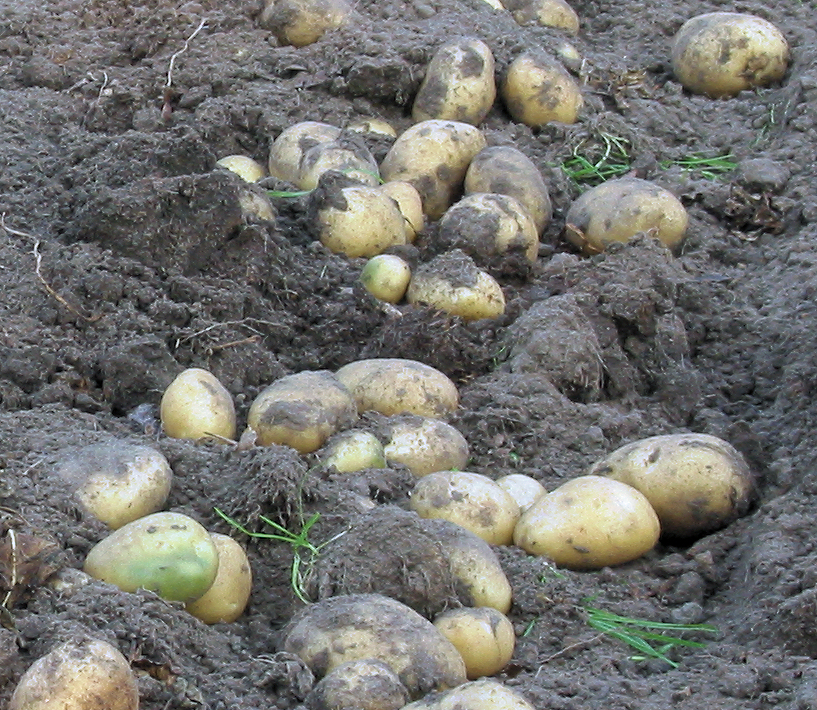
Gerooide knollen
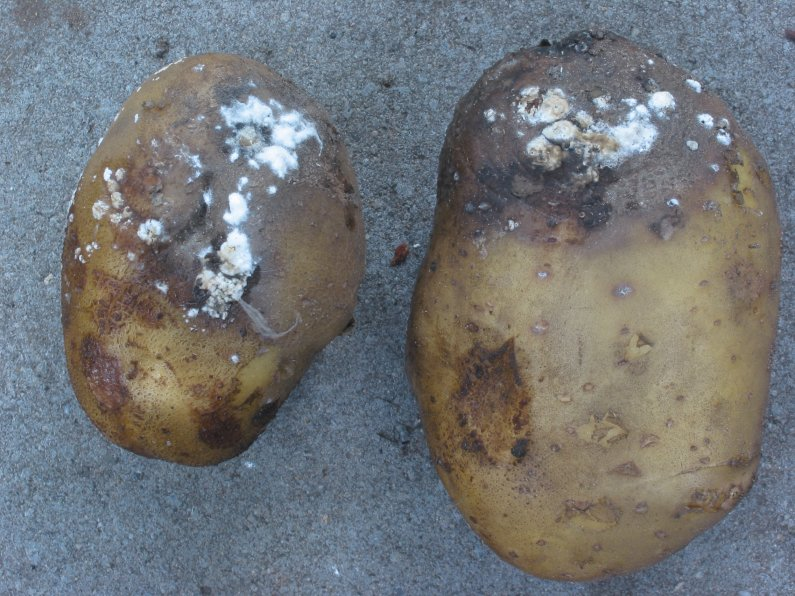
Aardappelziekte
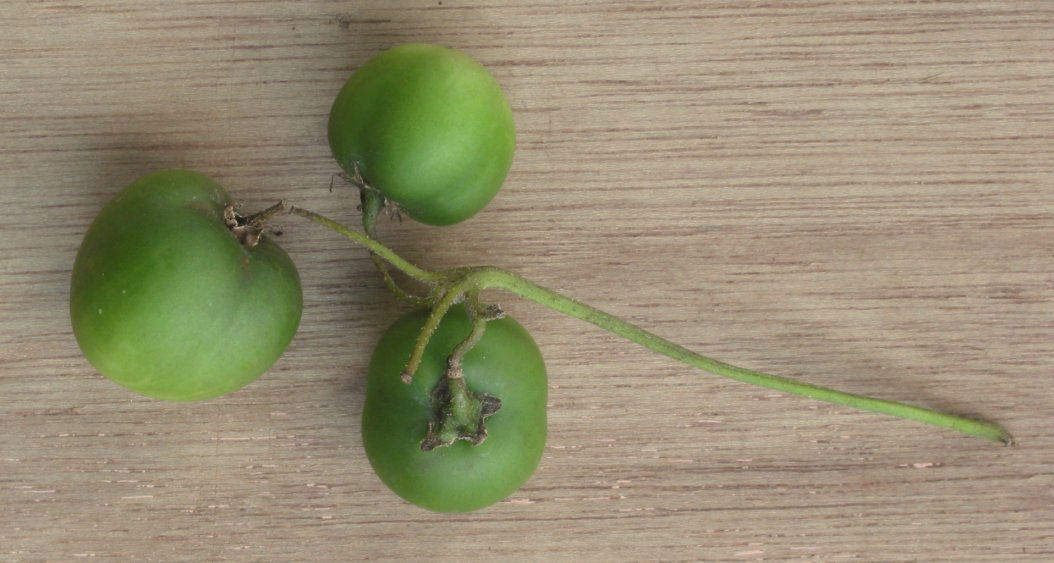
Bessen